# (14831) Gentileschi
(14831) Gentileschi (1987 BS1) – planetoida z pasa głównego asteroid okrążająca Słońce w ciągu 4,16 lat w średniej odległości 2,58 j.a. Odkryta 22 stycznia 1987 roku.